# 大久保敦夫
大久保 敦夫（おおくぼ あつお、1964年4月11日 - ）は、日本のドラマー。

## 略歴
高校在学中よりレコーディングやセッションなどに参加し、現在に至る。
これまでにw-inds.、チューリップ、MULTI MAX（CHAGE's Band）、CHAGE&ASKA、永井真理子、Hi-Fi Set、沢田知可子、斉藤和義、国分友里恵、吉岡秀隆、甲斐よしひろ、甲斐バンド、髙橋真梨子、徳永英明、中島みゆき、花*花、古内東子、浜田省吾、梁邦彦、KinKi Kids、ENDLICHERI☆ENDLICHERI、中西圭三、鈴木理一郎、野口五郎などのレコーディングやコンサートツアー、小堺一機の『小堺クンのおすましでSHOW』や、ブロードウエイミュージカル『RENT08～09』のステージオーケストラに参加。
その他に音楽専門学校「横浜Music School」「東京工学院」にて後進の指導にも従事している。
現在はSONOR DRUM、PAISTE CYMBAL、LERNI STICK、AUDIO TECHNICAのモニターを務めている。